# Deadline (personaggio)
Deadline è un personaggio immaginario dell'Universo DC. Comparve per la prima volta nella storia "Deadline Doom!" in Starman n. 15 (ottobre 1989) e fu creato da Roger Stern.

## Biografia del personaggio
Deadline comparve per la prima volta come mercenario, con un contratto che lo impegnava a uccidere Starman/Will Payton. Fu menzionato che fosse uno dei migliori e più pagati super mercenari, insieme a Bolt. Altre storie suggerirono che mentre Deadline era un maestro nel suo lavoro, non aveva l'altrettanto riguardo utilizzato per, ad esempio, Deathstroke o Deadshot.
Deadline comparve come vacanziere in Bialya, dopo che questa fu aperta ai super criminali. Quando la nazione fu assistita dalla Justice League of America, Deadline fu catturato da Guy Gardner.
Deadline fu poi parte di una versione più cupa della Suicide Squad puntellando la dittatura nell'isola di Diabloverde nel Triangolo delle Bermuda. La sua squadra fu vista terrorizzare i civili per divertimento. Amanda Waller e la sua squadra lo portarono via insieme ai suoi compagni mentre cercava di rimuovere il dittatore.
Durante gli eventi di Underworld Unleashed, Deadline si incontrò con i suoi compagni mercenari Deadshot, Malcolm Merlyn, Bolt e Chiller, e si unì a loro per formare la Killer Elite. Mentre operava in questo gruppo, si confrontarono con le mercenarie note come le Body Doubles. L'intera Elite subì una serie di multiple umilianti sconfitte.
Fu assunto dal Re Theisley di Poseidonis per assassinare Aquaman. Nonostante abbia tentato di liberarsi di lui, fallì nella missione. Cercò anche di uccidere Acciaio ad un certo punto, ma fallì anche in questa missione.
Deadline fu apparentemente ucciso da un colpo di pistola sparato dal Direttore Wolfe al Penitenziario di Iron Heights durante un'evasione insieme a Deadshot e Merlyn.
Ricomparve in vita e in salute nella miniserie del 2004 Deadshot. Lo scrittore Christos Gage lo giustificò puntualizzando che al momento dello sparo da parte del Direttore Wolfe, Deadline era stato intossicato dal veleno di Joker, che contiene proprietà curative. Comparve poi in Cry for Justice.

### DC: Rinascita
Nel reboot di Rinascita, Deadline, senza costume, comparve in Deathstroke vol. 4 n. 15, con il suo disco di passaggio. Deadline si scontrò con Deathstroke quando questi fu assunto per uccidere la congressista Delores Hasgrove, mentre Deadline accompagnò la super eroina Power Girl che la protesse. Lo scontro ebbe inizio quando sembrò che Deadline uccise Tanya con il suo fucile infinito, e terminò solo quando Deathstroke tagliò di netto la mano destra di Deadline e rubò la sua arma per eccellenza quando l'assassino cercò di farlo passare attraverso la Icon Suit di Deadline.
Deadline comparve infine come membro della Società segreta dei supercriminali.

## Poteri e abilità
Deadline ha l'innato potere dell'intangibilità con una svolta unica. È in grado di rendere sé stesso ed ogni arma che porta con sé intangibili e intanto è in grado di interagire fisicamente con i suoi avversari. Indossa un equipaggiamento speciale, inclusa un'armatura da battaglia dorata, una pistola al plasma e dischi volanti.